# Reiner Preul
Reiner Preul (* 19. August 1940 in Gelsenkirchen) ist deutscher evangelischer Theologe.

## Leben
Reiner Preul studierte evangelische Theologie in Heidelberg und Göttingen. Er absolvierte sein  Vikariat in den V. Bodelschwinghsche Anstalten Bethel, ehe er zwecks weiterführender Studien nach Göttingen ging, wo er 1969 promovierte. Anschließend arbeitete er als Wissenschaftlicher Assistent bei dem Pädagogen Karl Ernst Nipkow in Tübingen. Von 1975 bis 1986 hatte er den Lehrstuhl für Praktische Theologie in Marburg inne. Nach seiner Habilitation im Jahre 1986 wurde er Professor für Praktische Theologie an der Christian-Albrechts-Universität zu Kiel. Seine Forschungsschwerpunkte liegen in den Bereichen Kirchentheorie und Religionspädagogik. Zwischen 1993 und 1996 war er Vorsitzender der Fachgruppe Praktische Theologie in der Wissenschaftlichen Gesellschaft für Theologie. Preul ist Mitglied der International Academy of Practical Theology und des Theologischen Arbeitskreises Pfullingen. Nach seiner Emeritierung im Jahre 2005 war Preul bis 2010 Universitätsprediger in Kiel und Mitherausgeber des Marburger Jahrbuches Theologie.

## Auszeichnungen
- 2015: ökumenischer Predigtpreis für sein Lebenswerk.[2]

## Werke
- Reflexion und Gefühl. Die Theologie Fichtes in seiner vorkantischen Zeit. Berlin, 1969
- Kategoriale Bildung im Religionsunterricht. Heidelberg, 1973
- Religion, Bildung, Sozialisation. Studien zur Grundlegung einer religionspädagogischen Bildungstheorie.  Gütersloh 1980, ISBN 3-579-01765-9.
- Luther und die praktische Theologie. Beiträge zum kirchlichen Handeln in der Gegenwart. Marburg 1989, ISBN 3-7708-0889-4.
- Kirchentheorie. Wesen, Gestalt und Funktionen der evangelischen Kirche. Berlin 1997, ISBN 3-11-015495-1.
- So wahr mir Gott helfe! Religion in der modernen Gesellschaft. Darmstadt 2003, ISBN 3-7708-1277-8.